# Ocotea porosa
Ocotea porosa är en lagerväxtart som först beskrevs av Carl Christian Mez, och fick sitt nu gällande namn av L. Barroso. Ocotea porosa ingår i släktet Ocotea och familjen lagerväxter. Inga underarter finns listade i Catalogue of Life.